# Bonnevaux (Gard)
Bonnevaux település Franciaországban, Gard megyében. Lakosainak száma 77 fő (2022. január 1.). Bonnevaux Malbosc, Les Vans, Aujac, Malons-et-Elze és Ponteils-et-Brésis községekkel határos.

## Népesség
A település népességének változása:
| Lakosok száma | 32   | 51   | 61   | 96   | 106  | 96   | 88   | 90   | 84   | 77   |
|               | 1968 | 1982 | 1990 | 2006 | 2013 | 2015 | 2017 | 2019 | 2020 | 2022 |